# 結合クラスター法
結合クラスター法（けつごうクラスターほう）とは、多体系を記述するために使われる数値手法である。日本語ではクラスター展開法、CC法(Coupled Cluster)とも称す。
最もよく使われるのは、量子化学（計算化学）におけるポスト-ハートリー-フォック第一原理計算がある。CC法は、ハートリーフォック分子軌道法を基本にして、電子相関を考慮する指数関数クラスター演算子を使って多電子波動関数を構成する。CC法を用いて、小さい分子や中程度の大きさの分子について最も正確な計算を行うことができる。

## 波動関数
系のハミルトニアンを{\displaystyle {\hat {H}}}とすると、時間依存しないシュレーディンガー方程式（またはハミルトニアンの固有値方程式）は以下で表される。
{\displaystyle {\hat {H}}\vert {\Psi }\rangle =E\vert {\Psi }\rangle }
ここで{\displaystyle \vert {\Psi }\rangle }はエネルギー固有状態、{\displaystyle E\ }はエネルギー固有値である。多電子系についてはこの方程式は解けない。CC法ではこのエネルギー固有状態を既知の関数で表して、この方程式の近似解を求める。
最低エネルギー状態の波動関数とエネルギーは、それぞれ{\displaystyle \vert {\Psi }\rangle }とEで表される。他のCC法（運動方程式結合クラスター法や多参照結合クラスター法など）を用いれば、系の励起状態（と基底状態）の近似解も求めることができる
。
CC法では多電子系の波動関数を以下のように近似して、励起演算子を求める問題へと変換される。
{\displaystyle \vert {\Psi }\rangle =e^{\hat {T}}\vert {\Phi _{0}}\rangle }
ここで{\displaystyle \vert {\Phi _{0}}\rangle }は通常はハートリー-フォック分子軌道から構成されたスレーター行列式である。{\displaystyle {\hat {T}}}は励起演算子で、{\displaystyle \vert {\Phi _{0}}\rangle }に作用した場合、様々な励起状態を表すスレーター行列式の線形結合が作られる。詳しくは以下を参照。
配置間相互作用などとは違って、解の示量性を保証するため、この指数関数を用いる方法は適切である。しかしCC法の大きさについての無矛盾性は参照波動関数の大きさの無矛盾性に依存する。CC法の欠点は、変分原理を用いないところである。

## クラスター演算子
クラスター演算子は以下のように表される。
{\displaystyle {\hat {T}}={\hat {T}}_{1}+{\hat {T}}_{2}+{\hat {T}}_{3}+\dotsb }
ここで{\displaystyle {\hat {T}}_{1}}はすべての1励起の演算子、{\displaystyle {\hat {T}}_{2}}は全ての2励起の演算子で、以下続いていく。1粒子励起演算子{\displaystyle {\hat {T}}_{1}}と2粒子励起演算子 {\displaystyle {\hat {T}}_{2}} はそれぞれ、ハートリーフォック法で求めた基底状態{\displaystyle \vert {\Phi _{0}}\rangle }を1励起スレーター行列式の線形結合と2励起スレーター行列式の線形結合に変換する。
第二量子化を用いることで、この励起演算子を求める問題は、生成消滅演算子の係数を求める問題へと書き換えることができる。
{\displaystyle {\begin{aligned}{\hat {T}}_{1}&=\sum _{i}\sum _{a}t_{i}^{a}{\hat {a}}_{i}{\hat {a}}_{a}^{\dagger }\\{\hat {T}}_{2}&={\frac {1}{4}}\sum _{i,j}\sum _{a,b}t_{ij}^{ab}{\hat {a}}_{i}{\hat {a}}_{j}{\hat {a}}_{a}^{\dagger }{\hat {a}}_{b}^{\dagger },\dotsc \\\end{aligned}}}
ここで{\displaystyle {\hat {a}}^{\dagger }}と{\displaystyle {\hat {a}}}は生成消滅演算子で、i, jは占有軌道を、a, bは非占有軌道を表す。近似解{\displaystyle \vert {\Psi }\rangle }を得るためには未知の係数{\displaystyle t_{i}^{a}}と{\displaystyle t_{ij}^{ab}}について解くことが必要である。
指数関数演算子{\displaystyle e^{\hat {T}}}はテイラー級数に展開できる。例えば{\displaystyle {\hat {T}}}を{\displaystyle {\hat {T}}_{2}}の項まで用いた場合、
{\displaystyle e^{\hat {T}}=1+{\hat {T}}+{\frac {{\hat {T}}^{2}}{2!}}+\dotsb =1+{\hat {T}}_{1}+{\hat {T}}_{2}+{\frac {{\hat {T}}_{1}^{2}}{2}}+{\hat {T}}_{1}{\hat {T}}_{2}+{\frac {{\hat {T}}_{2}^{2}}{2}}+\dotsb }
となる。式には…とあるが、占有軌道の数は有限なので、可能な励起回数も有限であり、この級数は有限である。
tを求めるための計算量を少なくするために、{\displaystyle {\hat {T}}}の個々の励起演算子への展開は、3励起ぐらいまでで打ち切ることが多い。このアプローチは、たとえ4励起以上が許されたとしても、演算子への{\displaystyle {\hat {T}}_{5}}, {\displaystyle {\hat {T}}_{6}}などの影響は小さいだろうという事実によって保証されている。さらに演算子{\displaystyle {\hat {T}}}の最高励起がnである場合、つまり
{\displaystyle {\hat {T}}=1+{\hat {T}}_{1}+\dotsb +{\hat {T}}_{n}}
の場合でも、指数関数演算子のテイラー展開に非線形結合({\displaystyle {\hat {T}}_{1}^{2}/2,{\hat {T}}_{1}{\hat {T}}_{2},{\hat {T}}_{2}^{2}/2}など)が含まれているため、n回以上励起のスレイター行列式も波動関数{\displaystyle \vert {\Psi }\rangle }に寄与する。よって{\displaystyle {\hat {T}}_{n}}で打ち切られたCC法は、最大n励起の配置間相互作用よりも多くの電子相関エネルギーを取り込む。

## 結合クラスター方程式
結合クラスターシュレーディンガー方程式は、
{\displaystyle {\hat {H}}e^{\hat {T}}\vert {\Psi _{0}}\rangle =Ee^{\hat {T}}\vert {\Psi _{0}}\rangle }
結合クラスター方程式の解は、上記の第二量子化の方法だと、係数tの組である。そのような方程式はいくらでも作れるが、普通は繰り返し解かれる方程式の組を打ち切る。
未知のq個の係数tで波動関数を表した場合、q個の方程式が必要である。よって係数tは、特定の励起行列式に相当することが予想される。{\displaystyle t_{ijk...}^{abc...}}は、占有軌道i,j,k,...を非占有軌道a,b,c,... で置き換えることで{\displaystyle \vert {\Phi _{0}}\rangle }から得られる行列式に相当する。よってq個の方程式が得られる。
{\displaystyle \langle {\Psi ^{*}}\vert {\hat {H}}e^{\hat {T}}\vert {\Psi _{0}}\rangle =E\langle {\Psi ^{*}}\vert e^{\hat {T}}\vert {\Psi _{0}}\rangle }
ここで{\displaystyle \vert {\Psi ^{*}}\rangle }より、適当な励起行列の組の全体がわかる。これらの方程式の関係を明らかにするため、より分かりやすい形に書き換える。{\displaystyle e^{-{\hat {T}}}}を結合クラスターシュレーディンガー方程式の両辺に作用させる。{\displaystyle \Psi _{0}}と{\displaystyle \Psi ^{*}}に射影すると、
{\displaystyle {\begin{aligned}\langle {\Psi _{0}}\vert e^{-{\hat {T}}}{\hat {H}}e^{\hat {T}}\vert {\Psi _{0}}\rangle &=E\\\langle {\Psi ^{*}}\vert e^{-{\hat {T}}}{\hat {H}}e^{\hat {T}}\vert {\Psi _{0}}\rangle &=E\langle {\Psi ^{*}}\vert e^{-{\hat {T}}}e^{\hat {T}}\vert {\Psi _{0}}\rangle =0\end{aligned}}}
標準的なCCSD法では、
{\displaystyle {\begin{aligned}\langle {\Psi _{0}}\vert e^{-({\hat {T}}_{1}+{\hat {T}}_{2})}{\hat {H}}e^{({\hat {T}}_{1}+{\hat {T}}_{2})}\vert {\Psi _{0}}\rangle &=E\\\langle {\Psi _{S}}\vert e^{-({\hat {T}}_{1}+{\hat {T}}_{2})}{\hat {H}}e^{({\hat {T}}_{1}+{\hat {T}}_{2})}\vert {\Psi _{0}}\rangle &=0\\\langle {\Psi _{D}}\vert e^{-({\hat {T}}_{1}+{\hat {T}}_{2})}{\hat {H}}e^{({\hat {T}}_{1}+{\hat {T}}_{2})}\vert {\Psi _{0}}\rangle &=0\end{aligned}}}
相似変換されたハミルトニアン{\displaystyle {\bar {H}}}は以下で定義され、BCH形式で書くことができる。
{\displaystyle {\bar {H}}=e^{-{\hat {T}}}{\hat {H}}e^{\hat {T}}=H+[H,T]+(1/2)[[H,T],T]+\dotsb }
この相似変換されたハミルトニアンはエルミート演算子ではない。一般の量子化学パッケージ（ACES II、NWChemなど）では結合クラスター方程式を繰り返し解く。

## CC法の種類
CC法は、{\displaystyle {\hat {T}}}の定義での最大励起数で分類される。CC法の省略記号は"CC"(coupled cluster)の後ろに以下のような記号を付け加える。
1. S - 1励起
2. D - 2励起
3. T - 3励起
4. Q - 4励起

従って、CCSDTにおける演算子{\displaystyle {\hat {T}}}は
{\displaystyle {\hat {T}}={\hat {T}}_{1}+{\hat {T}}_{2}+{\hat {T}}_{3}.}
丸括弧の中の記号は、その記号の部分については摂動論計算がされたことを意味する。たとえば、CCSD(T) ならば、
1. 結合クラスター法である。
2. 1励起と2励起は完全に含まれている。
3. 3励起については摂動論で計算されている。

との内容を意味する。